# Отырар Сазы
«Отырар сазы» — казахский государственный академический фольклорно-этнографический оркестр национальных инструментов имени Н.Тлендиева. Создан в 1980 году при Казахской филармонии. Художественный руководитель и главный дирижер «Отырар сазы» Нургиса Тлендиев изначально создал небольшой ансамбль, который в 1982 году получил статус оркестра.
В оркестре помимо домбры и кобыза используются такие казахские музыкальные инструменты, как жетыген, шертер, шанкобыз, мескобыз, сырнай, сазсырнай, сыбызгы, асатаяк, дауылпаз, туяктас, колокольчик и другие. Репертуар «Отырар сазы» включает в себя как фольклорные произведения, так и труды казахстанских композиторов в национальном колорите в стиле легенд, летописей и кюев. Кроме того репертуар оркестра пополнен музыкой из кинофильмов, инструментальными произведениями в исполнении солистов. Коллектив не только сохраняет наилучшие труды казахского музыкального фольклора, но и обрабатывает и улучшает произведения, которые соответствуют современным инструментам и тембру оркестра. В составе оркестра работают 65 мастеров искусства.
В 1999 году оркестр был назван в честь Тлендиева, а в 2000 году присвоено академическое звание. В репертуаре оркестра есть народные кюи «Совет», «Желтая река», «Сал курен», а также произведения народных композиторов «Косбасар», «Сары жайлау», «Сылкылдак» Таттимбета, «Кюй Ердена» и «Камбар батыр» Ыкыласа, «Воспоминания» Мукана Тулебаева, «Ата толгау», «Караван прощания» Нургисы Тлендиева, «Кюй Коркута» К.Кумисбекова, «Мелодия Фараби» и т. д.
Художественный руководитель и главный дирижёр оркестра с 2009 — Динара Тлендиева.

## Коллаборация с этно-электронной группой iFLY
В 2017 году оркестр создал специальную программу с этно-электронной группой iFLY.
iFLY и «Отырар сазы» представили симбиоз казахских народных песен и произведений Нургисы Тлендиева в новом электронно-оркестровом звучании, дополнив основную программу выступлениями солистов оркестра — домбриста Данияра Байжуманова и мультиинструменталистки Гаухар Жумагуловой, а также несколькими композициями скрипачки Джамили Серкебаевой.
В таком составе команда впервые выступила на EXPO в 2017 году в Астане, затем на концерте в Алматы в 2019 году (видео) и на EXPO в Дубае в 2021 году (видео).
В 2019 году iFLY и «Отырар сазы» выпустили клип на композицию «Алатау».